# Питер Ригерт
Питер Ригерт (енгл. Peter Riegert; рођен у Бронксу, Њујорк, 11. април 1947), амерички је позоришни, филмски и ТВ глумац, филмски редитељ, сценариста и продуцент.
Његова филмска каријера укључује наслове као што су Животињска кућа (1978), Локални херој (1983), Оскар (1991), Маска (1994), Путеви дроге (2000) и серије Породица Сопрано, Опасна игра, прва сезона и још много тога.